# Photoscotosia stigmatica
Photoscotosia stigmatica là một loài bướm đêm trong họ Geometridae.